# Niccolò Gitto
Niccolò Gitto (Roma, 12 de outubro de 1986) é um jogador de polo aquático italiano, medalhista olímpico.

## Carreira

### Jogos Olímpicos
Gitto fez parte do elenco vice-campeão olímpico pela Itália em Londres 2012. Quatro anos depois integrou a equipe medalha de bronze nos Jogos do Rio de Janeiro.